# Tomasz Więcek
Tomasz Więcek (ur. 20 sierpnia 1972 w Rucianem-Nidzie) – polski aktor filmowy, telewizyjny i teatralny, śpiewak.

## Życiorys
Występował w takich serialach jak Lokatorzy, Plebania, Sąsiedzi, Będziesz moja, Ojciec Mateusz i Ludzkie sprawy. W 1997 roku ukończył Państwowe Policealne Studium Wokalno-Aktorskie im. Danuty Baduszkowej w Gdyni. Jest również absolwentem (2002) Akademii Muzycznej im. Stanisława Moniuszki w Gdańsku.

## Filmografia
- 2001, 2002: Lokatorzy –
  - kapitan samolotu Krzysztof Czerwiński, chłopak Urszuli (odc. 36)
  - Budzyński, sąsiad z osiedla udzielający prywatnych lekcji jazdy samochodem (odc. 117)
- 2003: Sąsiedzi – aktor Bogusław (odc. 16)
- 2005: Plebania – nauczyciel WF (odc. 589, 629, 635)
- 2006: Będziesz moja – Alek
- 2007: Sąsiedzi – aktor przebrany za Supermana, znajomy Cezarego (odc. 117)
- 2008–2010: Ojciec Mateusz – st. post. Ludwik Banaś
- 2011: Ludzkie sprawy – Franek (odc. 6)
- 2014: Bruno Schulz (1892-1942)
- 2019: Transfer kosmicznej energii – trener Paolo C.
- 2023: Radiostory – Sympatyk